# Кокоулин, Леонид Леонтьевич
Леони́д Лео́нтьевич Кокоу́лин (31 июля 1926, деревня Хаёрино, Канский район, Красноярского края, СССР — февраль 2013) — гидростроитель, писатель-прозаик, член Союза писателей России, один из первостроителей Колымской ГЭС.

## Биография
Родился в деревне Хаёрино под Канском Красноярского края. По совету Георгия Маркова Леонид Кокоулин поступил в школу рабочей молодежи, пошёл на завод. Через 3 года стал знаменитым кузнецом-стахановцем. 
В действующую армию был призван в 1943 г. из Иркутска. Великую Отечественную войну закончил на западе, под Кёнигсбергом, а вторую мировую – на востоке, под Старым Харбином. 
Более четверти века строил гидроэлектростанции и линии электропередачи в суровых условиях Восточной Сибири и Крайнего Севера, был бригадиром, прорабом, начальником строительно-монтажного участка. Отсюда и темы первых художественных произведений, посвящённых в основном гидростроителям. Он строил Иркутскую, Вилюйскую, Колымскую гидроэлектростанции, линию электропередач на Алдане. На строительстве Колымской ГЭС трудился с 1970 по 1977 г. Друзья по Синегорью говорили, каким же уважаемым был Леонтьевич – так называли его знакомые. Он умел молчанием вспоминать фронтового друга Сергея Наумова, сгоревшего в танке. А сколько было сказано-пересказано в том молчании, вспоминал Владимир Дубинский, организатор музея Колымской ГЭС, и цитировал прозаика:
– Сидим мы с другом под вязом. Долго сидим. Долго молчим. А потом встану и скажу ему, прощаясь: «Как хорошо мы с тобой поговорили сегодня».
На Колыме Леонид Кокоулин написал свою первую книгу «Рабочие дни» (1974). Рассказы, очерки, фельетоны, репортажи, статьи о строительстве Колымской ГЭС публиковались в центральных и местных газетах, журнале «Дальний Восток». Уехав с Колымы, Леонид Кокоулин учился на Высших литературных курсах в Москве. В Союз писателей Кокоулина приняли в 1979 году. За повесть «До паводка» Л. Л. Кокоулин получил премию журнала «Молодая гвардия». По итогам Всесоюзного конкурса на лучшее произведение художественной прозы о современном рабочем классе и колхозном крестьянстве за 1980–1981 гг. удостоен третьей премии ВЦСПС и Союза писателей СССР за книгу «Колымский котлован» (1977). Награждён Почётной грамотой Президиума Верховного Совета РСФСР. Высоко оценен Юрием Бондаревым рассказ «Андрейка» о мальчике-сироте, воспитаннике рабочей бригады строителей ЛЭП. Повесть «Андриан и Кешка» – о суровом послевоенном времени, о мужестве бывшего фронтовика, инвалида Великой Отечественной войны. Леонид Леонтьевич писал не только о гидростроителях, но обращался и к теме крестьянства, сибирской деревни. Автор романов «Пашня» (1984), «Огонь и воды» (1991), «Бичи» (1995), «Огненная кобылица» (1995), «Не плачьте, волки» (1996), повести «Затески к дому» (1992) и многих других, изданных в России и за рубежом. В 2003 г. побывал на Колыме, в Магадане, посёлках Уптар и Синегорье, встретился с работниками АО «Колымаэнерго», со школьниками. В Ягоднинском округе, где он работал, в библиотеках Дебина, Синегорья, в музее Колымской ГЭС, Ягодного и домашних библиотеках хранится наследие писателя. В 2004 г. Л. Л. Кокоулин стал лауреатом Всероссийской премии имени Ф. Абрамова за книги «Затески к дому», «Баргузин», «Не плачьте, волки» и «Огненная кобылица». Особняком в творчестве писателя стоит трилогия «Красноярский волок». Её он писал в последнее десятилетие. Это книга о Семёне Ивановиче Дежнёве и его сподвижнике казаке Кокоулине. В трилогии Леонид Леонтьевич описал свою родословную с XV века.

### Личность
...Он тонул в ледоход, спеша на помощь заболевшему товарищу. Выплыл. С одним сухарем, с покалеченной в тайге ногой добирался до лэповского стана несколько суток. Добрался. Сотню верст тащил на себе обессилевшего товарища. Дотащил. Ни разу и в молодости не нарушил законов товарищества.
Вячеслав Шугаев

### Творчество
В произведениях Кокоулина подкупает хорошее знание жизни. Герои его произведений - мастеровые люди - пришли в мир не временщиками, но чтобы оставить свой, пусть малый, след в жизни умением очень естественно, через мастерство, через ревностное отношение к созиданию слиться с этой жизнью, несмотря на беды и лихолетье. Именно эта естественная созидательная жизнь позволяет человеку всегда оставаться человеком.
Сергей Лыкошин

## Произведения
- Табак хороший : [документальная повесть о начальнике строительства на Вилюе Е. Н. Батенчуке] / Л. Л. Кокоулин, Ю. Д. Полухин. - Москва : Советская Россия, 1968. - 232 с.

- Створ : главы из повести // На Севере Дальнем : литературно-художественный альманах. - 1977. - № 1. - С. 6-17

- Колымский котлован : из записок гидростроителя. - Москва : Современник, 1977. -  363, [2] c.

- И на радость и на горе : рассказ // На Севере Дальнем : литературно-художественный альманах. - 1978. - № 2. - С. 24-30

- Человек из-за Полярного круга : повести и рассказы. - Магадан : Магад. кн. изд-во, 1979. - 222, [2] c. - Содержание: Человек из-за Полярного круга ; Андриан и Кешка : повести ; Илья да Марья ; Фарт ; Юлькина любовь ; И на радость и на горе : рассказы.

- Колымский котлован : из записок гидростроителя. - 2-е изд. - Москва : Профиздат, 1980. -  382, [1] c.

- В ожидании счастливой встречи : повести. - Москва : Современник, 1981. - 623 с. - (Новинки "Современника"). - Содержание: Пашня : из родословной Агаповых ; В ожидании счастливой встречи.

- В ожидании счастливой встречи : повесть. - Магадан : Магад. кн. изд-во, 1984. - 189, [3] с.

- В ожидании счастливой встречи : повести. - Москва : Советский писатель, 1984. - 478, [2] с. - Содержание: Пашня : из родословной Агаповых ; В ожидании счастливой встречи.

- Пашня : повесть. - Иркутск : Вост.-Сиб. кн. изд-во, 1984. - 348 с.

- Сибирский посад : записки гидростроителя : [повести]. - Москва : Современник, 1987. - 412, [2] с. - Содержание: Сибирский посад ; Память о друге.

- Андрейка : повесть. - Москва : Детская литература, 1987. - 110, [2] с.

- Подруга : роман, очерк. - Москва : Современник, 1988. - 430 с. - (Новинки "Современника"). - Содержание: Подруга : роман ; Рождается на земле : очерк.

- Огонь и воды : роман, рассказы. - Москва : Сов. писатель, 1991. - 342, [2] c. - Содержание: Огонь и воды : роман ; Обещанная любовь ; Гостья ; И на радость и на горе : рассказы.

- Андрейка : повесть. - Москва : Либерея, 1992. - 110 с.

- Затески к дому своему : повесть. - Москва : Русская книга, 1992. - 175 с.

- Огненная кобылица : роман в 2 ч. : Кн. 1-2. - Москва : Шельф, 1995. - 334,[2] с.

- Бичи : роман, повести. - Москва : Шельф : Современный писатель, 1995. - 283,[1] с. - Содержание: Хрипатый : роман ; Андриан и Кешка ; Баргузин : повести.

- Не плачьте, волки : роман. - Москва : Либерея, 1996. - 303,[1] с.

- Женихи и невесты : рассказ // Колымские просторы : литературно-художественный, общественно-политический журнал территории. - 2005. - № 3-4. - С. 75-86

- Красноярский волок : роман. - Москва : ИХТИОС, 2008. - 519 с.

- Адриан и Кешка : повесть // Антология литературы Крайнего Северо-Востока России : в 3 книгах. - Магадан, 2018. - Кн. 2. - С. 48-87